# Scheschory
Scheschory (ukrainisch Шешори; russisch Шешоры, polnisch Szeszory) ist ein Dorf im Süden der ukrainischen Oblast Iwano-Frankiwsk mit etwa 2000 Einwohnern (2001).

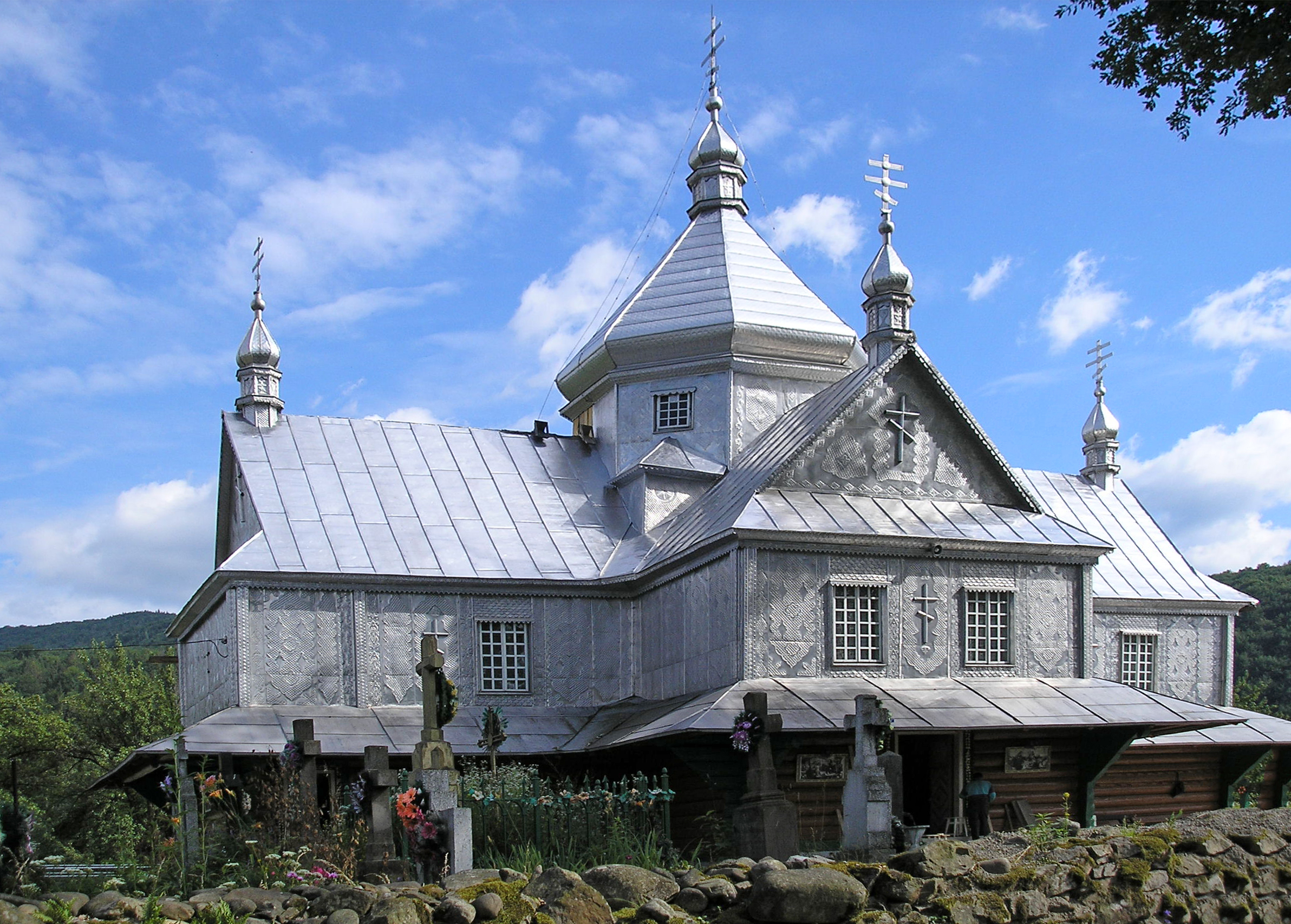
Dorfkirche mit Friedhof

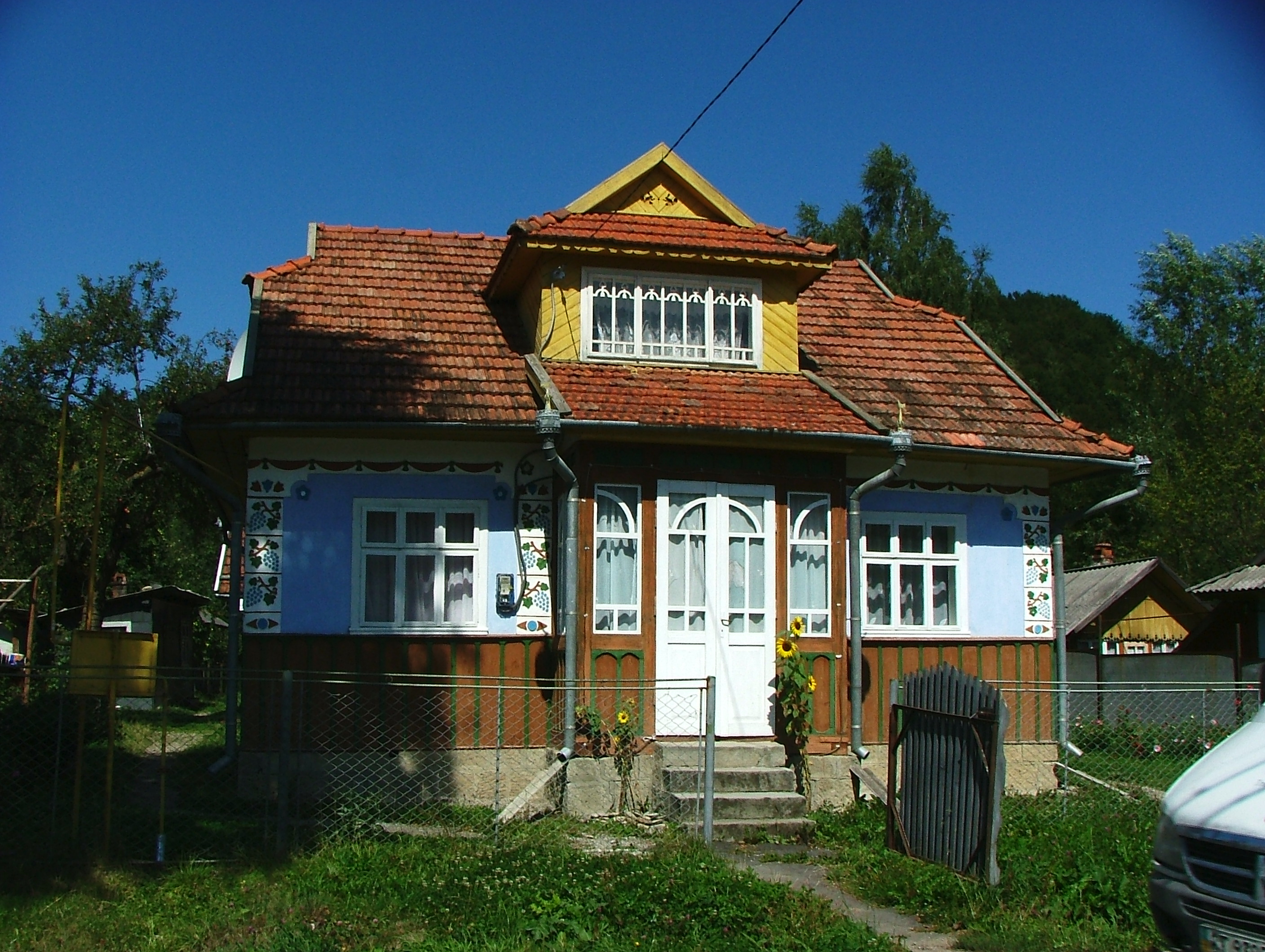
Huzulen-Haus im Dorf

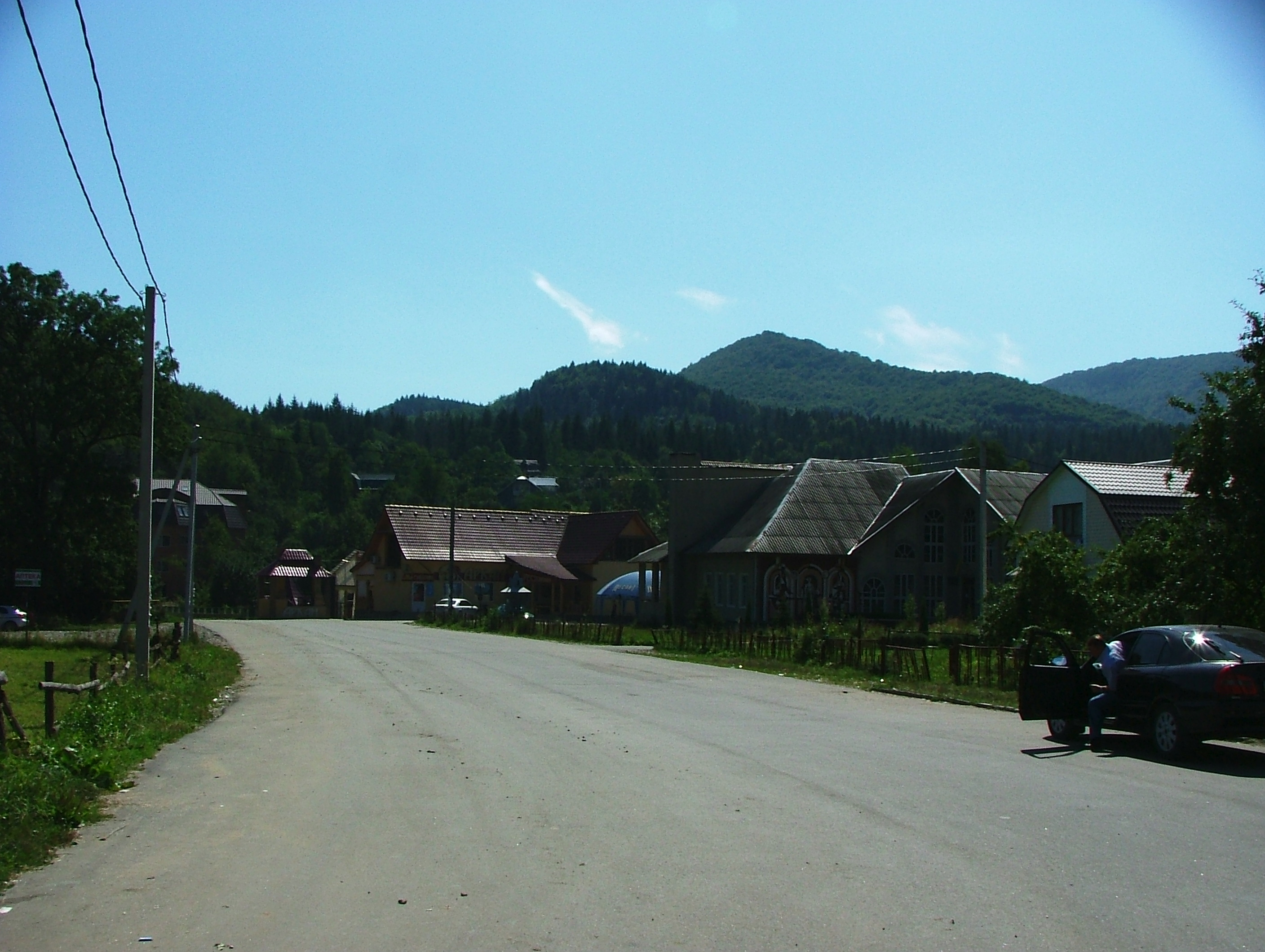
Dorfstraße

Das erstmals 1427 schriftlich erwähnte Dorf (einer weiteren Quelle nach war die Ersterwähnung 1445) liegt am Fuße der Karpaten auf 600 m Höhe. Im Dorf, in dem noch viele Traditionen, Handwerkskunst und die Folklore der Huzulen erhalten sind, wird aktiv grüner Tourismus ausgebaut.
Scheschory liegt am rechten Ufer der Pistynka (Пістинька), einem 56 km langen, rechten Nebenfluss des Pruth, zwischen dem flussaufwärts liegenden Dorf Prokurawa und dem flussabwärts liegenden Dorf Pistyn. Das Dorf befindet sich 19 km westlich vom Rajonzentrum Kossiw und 92 km südlich vom Oblastzentrum Iwano-Frankiwsk.
Am 12. Juni 2020 wurde das Dorf ein Teil der neu gegründeten Stadtgemeinde Kossiw im Rajon Kossiw, bis dahin bildete es die Landratsgemeinde Scheschory (Шешорівська сільська рада/Scheschoriwska silska rada) im Zentrum des Rajons.

## Persönlichkeiten
Von 1939 an bis zu ihrem Lebensende 2004 lebte und wirkte die ukrainische Künstlerin der dekorativen Kunst (Kunstweberei) und Taras-Schewtschenko-Preisträgerin Hanna Wassylaschtschuk im Ort, nachdem ihr Elternhaus im benachbarten Dorf Pistyn abgebrannt war. Anderen Quellen nach kam sie auch in Scheschory zur Welt.